# Đường cao tốc Lộ Tẻ – Rạch Sỏi
Đường cao tốc Lộ Tẻ – Rạch Sỏi (ký hiệu toàn tuyến là CT.02) là một đoạn đường đi qua thành phố Cần Thơ và tỉnh An Giang hiện đã đưa vào khai thác (hiện tại mới chỉ đang khai thác trong giai đoạn tiền cao tốc). Theo quy hoạch mạng lưới đường bộ đã được Thủ tướng Chính phủ phê duyệt, tuyến đường đang được nâng cấp đạt chuẩn cao tốc (dự kiến hoàn thành trước 30/9/2025) và trở thành một phần của đường cao tốc Bắc – Nam phía Tây trong tương lai.
Tuyến đường có tổng chiều dài là 51 km, đi song song với Quốc lộ 80, trong đó đoạn qua Cần Thơ dài 24 km và đoạn qua An Giang dài 27 km. Điểm đầu của tuyến tại nút giao Lộ Tẻ thuộc địa bàn xã Vĩnh Trinh, thành phố Cần Thơ, kết nối với đoạn đường dẫn cầu Vàm Cống và điểm cuối tại Km 53 + 553 thuộc địa bàn xã Châu Thành, tỉnh An Giang, kết nối với tuyến tránh Rạch Giá.

## Thông số kỹ thuật
Theo phân kỳ đầu tư, được xây dựng ở giai đoạn đầu là đường cấp III đồng bằng, kết cấu mặt đường láng nhựa đảm bảo Eyc ≥140Mpa (có tiêu chuẩn hình học phù hợp với quy mô đường cao tốc loại A), có vận tốc thiết kế là 80km/giờ, gồm 4 làn xe và dải phân cách cứng ở giữa, điểm dừng khẩn cấp được bố trí cách 6-7km/điểm; giai đoạn hoàn chỉnh sẽ được đầu tư với quy mô 6 làn xe, có vận tốc thiết kế là 100km/giờ. Mặt cắt ngang Bmặt/Bnền=15,5/17m. Kết cấu mặt đường láng nhựa đảm bảo Eyc ≥140MPa. Các cầu trên tuyến bằng BTCT nhịp giản đơn, bề rộng cầu Bc=17,5m. Do hạn chế về chi phí đầu tư, nên Tư vấn thiết kế Hàn Quốc chỉ ưu tiên lựa chọn giải pháp thiết kế chỉ xử lý đất yếu phạm vi đầu cầu, còn các đoạn khác không xử lý đất yếu. Dự án chưa hoàn chỉnh theo các yêu cầu theo tiêu chuẩn đường cao tốc, tuy nhiên được phép quản lý các phương tiện lưu thông theo tiêu chuẩn đường cao tốc (chỉ cho phép các phương tiện cơ giới đường bộ được lưu thông, trừ mô tô, xe gắn máy).

## Xây dựng
Giai đoạn 1 của dự án có tổng mức đầu tư 6.355,3 tỷ đồng từ nguồn vốn vay ODA của Chính phủ Hàn Quốc và vốn đối ứng của Việt Nam, được khởi công xây dựng vào ngày 17 tháng 1 năm 2016 và chính thức đưa vào sử dụng từ ngày 12 tháng 1 năm 2021.
− Chủ đầu tư: Bộ GTVT. Đại diện chủ đầu tư: Tổng công ty ĐTPT và QLDA hạ tầng giao thông Cửu Long.
− Đơn vị khảo sát, lập thiết kế và giám sát thi công: Liên danh Tư vấn Dasan – Pyunghwa (Hàn Quốc).
− Dự án gồm 02 gói thầu xây lắp: Gói thầu CW1 (địa phận Cần Thơ) do Liên danh Lotte - Halla - Hanshin và gói thầu CW2 (địa phận Kiên Giang) do Liên danh Kumho – Hyundai thực hiện.

## Chi tiết tuyến đường

### Làn xe
- 4 làn xe, có điểm dừng khẩn cấp.

### Chiều dài
- Toàn tuyến: 51 km

### Tốc độ giới hạn
- Tối đa 80 km/h, tối thiểu 50 km/h.

## Lộ trình chi tiết
- IC - Nút giao, JCT - Điểm lên xuống, SA - Khu vực dịch vụ (Trạm dừng nghỉ), TN - Hầm đường bộ, TG - Trạm thu phí, BR - Cầu
- Đơn vị đo khoảng cách là km.

| Số                                                      | Tên                                                     | Khoảng cách từ đầu tuyến                                | Kết nối                                                 | Ghi chú                                                 | Vị trí                                                  | Vị trí                                                  |
| Kết nối trực tiếp với Đường cao tốc Cao Lãnh – Vàm Cống | Kết nối trực tiếp với Đường cao tốc Cao Lãnh – Vàm Cống | Kết nối trực tiếp với Đường cao tốc Cao Lãnh – Vàm Cống | Kết nối trực tiếp với Đường cao tốc Cao Lãnh – Vàm Cống | Kết nối trực tiếp với Đường cao tốc Cao Lãnh – Vàm Cống | Kết nối trực tiếp với Đường cao tốc Cao Lãnh – Vàm Cống | Kết nối trực tiếp với Đường cao tốc Cao Lãnh – Vàm Cống |
| ------------------------------------------------------- | ------------------------------------------------------- | ------------------------------------------------------- | ------------------------------------------------------- | ------------------------------------------------------- | ------------------------------------------------------- | ------------------------------------------------------- |
| 1                                                       | IC Lộ Tẻ                                                | 0.0                                                     | Quốc lộ 80 Quốc lộ 91 (Tuyến tránh Long Xuyên)          | Đầu tuyến đường cao tốc                                 | Cần Thơ                                                 | Vĩnh Trinh                                              |
| 2                                                       | IC Vĩnh Thạnh                                           |                                                         | Đường tỉnh 919                                          |                                                         | Cần Thơ                                                 | Vĩnh Thạnh                                              |
| 3                                                       | IC CT.34                                                |                                                         | Đường cao tốc Châu Đốc – Cần Thơ – Sóc Trăng            | Đang thi công                                           | Cần Thơ                                                 | Thạnh Quới                                              |
| -                                                       | IC Thạch Đông                                           |                                                         | Đường Kênh 9A                                           | Đang thi công                                           | Cần Thơ                                                 | Thạnh An                                                |
| 4                                                       | IC Đường tỉnh 963                                       |                                                         | Đường tỉnh 963                                          |                                                         | An Giang                                                | Thạnh Đông                                              |
| -                                                       | IC CT.35                                                |                                                         | Đường cao tốc Hà Tiên – Rạch Giá – Bạc Liêu             | Chưa thi công                                           | An Giang                                                | Thạnh Lộc                                               |
| 5                                                       | IC Rạch Sỏi                                             | 51.0                                                    | Đường tránh Rạch Giá                                    | Cuối tuyến đường cao tốc                                | An Giang                                                | Châu Thành                                              |
| 1.000 mi = 1.609 km; 1.000 km = 0.621 mi                |                                                         |                                                         |                                                         |                                                         |                                                         |                                                         |